# Consiglio regionale della Toscana
Il Consiglio regionale della Toscana è l'organo legislativo rappresentativo della Regione Toscana. Istituito nel 1970, si compone attualmente di 41 membri (40 consiglieri più il presidente della giunta).

## Sede
La sede del consiglio è in via Cavour a Firenze. Alcuni uffici (tra i quali quello di presidenza, e la sala dove si riunisce il consiglio) si trovano presso palazzo Panciatichi; altri uffici sono ospitati presso l'adiacente palazzo Capponi-Covoni, i cui ambienti interni sono oggi uniti con quelli di palazzo Panciatichi.

## Funzioni
Secondo quanto stabilito dallo statuto della Regione Toscana, il consiglio è l'organo legislativo della regione, ne indica l'indirizzo politico e programmatico e ne controlla l'attuazione. Esercita inoltre tutte le altre funzioni attribuitegli dalla Costituzione, dallo statuto stesso e dalle leggi.

## Composizione del consiglio
Il consiglio regionale eletto con le elezioni del 2020 è suddiviso in sei gruppi consiliari, per un totale di 41 consiglieri:
| Gruppi             | Gruppi              | Consiglieri |
| ------------------ | ------------------- | ----------- |
|                    | Partito Democratico | 23          |
|                    | Italia Viva         | 2           |
| Totale maggioranza | Totale maggioranza  | 25          |
|                    | Lega                | 8           |
|                    | Fratelli d'Italia   | 5           |
|                    | Movimento 5 Stelle  | 2           |
|                    | Forza Italia        | 1           |
| Totale opposizione | Totale opposizione  | 16          |

La candidata del centro-destra alla presidenza, non eletta, Susanna Ceccardi, eurodeputata della Lega, rinuncia alla carica di consigliere regionale per incompatibilità con il ruolo ricoperto nel Parlamento europeo. Prende quindi il suo posto Alessandro Capecchi, candidato per Fratelli d’Italia nel collegio di Pistoia.

## Presidenti
| #  | Presidente | Presidente | Presidente            | Partito                                                     | Inizio mandato   | Fine mandato     | Legislatura |
| -- | ---------- | ---------- | --------------------- | ----------------------------------------------------------- | ---------------- | ---------------- | ----------- |
| 1  |            |            | Elio Gabbuggiani      | Partito Comunista Italiano                                  | 13 luglio 1970   | 21 luglio 1975   | I           |
| 2  |            |            | Loretta Montemaggi    | Partito Comunista Italiano                                  | 21 luglio 1975   | 25 ottobre 1983  | II, III     |
| 3  |            |            | Giacomo Maccheroni    | Partito Socialista Italiano                                 | 25 ottobre 1983  | 26 maggio 1987   | III, IV     |
| 4  |            |            | Claudio Alvaro Carosi | Partito Socialista Democratico Italiano                     | 26 maggio 1987   | 18 dicembre 1987 | IV          |
| 5  |            |            | Enzo Pezzati          | Democrazia Cristiana                                        | 18 dicembre 1987 | 28 giugno 1990   | IV          |
| 6  |            |            | Paolo Benelli         | Partito Socialista Italiano                                 | 28 giugno 1990   | 8 giugno 1993    | V           |
| 7  |            |            | Simone Siliani        | Partito Democratico della Sinistra                          | 8 giugno 1993    | 7 giugno 1995    | V           |
| 8  |            |            | Angelo Passaleva      | Partito Popolare Italiano                                   | 7 giugno 1995    | 24 maggio 2000   | VI          |
| 9  |            |            | Riccardo Nencini      | Socialisti Democratici Italiani Partito Socialista Italiano | 24 maggio 2000   | 23 aprile 2010   | VII, VIII   |
| 10 |            |            | Alberto Monaci        | Partito Democratico                                         | 23 aprile 2010   | 31 maggio 2015   | IX          |
| 11 |            |            | Eugenio Giani         | Partito Democratico                                         | 25 giugno 2015   | 8 ottobre 2020   | X           |
| 12 |            |            | Antonio Mazzeo        | Partito Democratico                                         | 19 ottobre 2020  | in carica        | XI          |